# Mussaenda vidalii
Mussaenda vidalii är en måreväxtart som beskrevs av Adolph Daniel Edward Elmer. Mussaenda vidalii ingår i släktet Mussaenda och familjen måreväxter. Inga underarter finns listade i Catalogue of Life.